# Cornue (verrerie)
Pour les articles homonymes, voir Cornue.

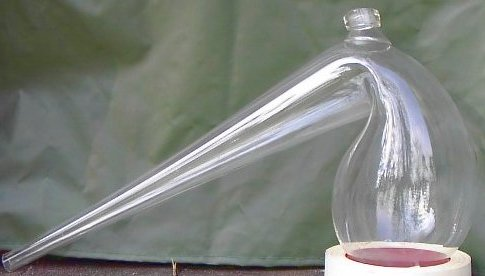
Une cornue moderne

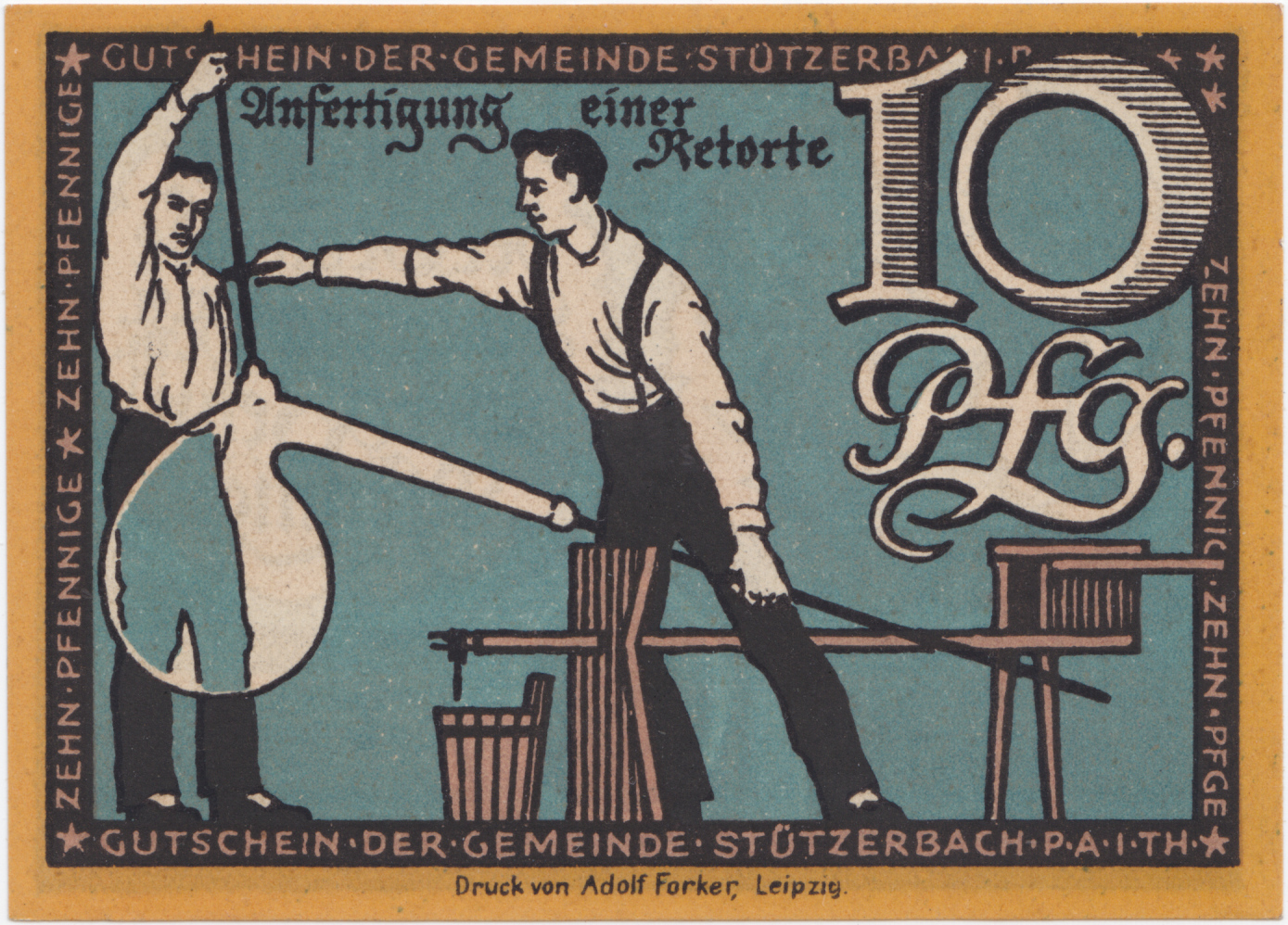
Fabrication de cornues. Billet de nécessité, Stützerbach, 1921

La cornue est un récipient utilisé dans un laboratoire de chimie pour la distillation ou la distillation sèche de substances.
Il est généralement en verre, parfois en terre ou en métal. Il comprend un vase sphérique contenant la substance à chauffer et un long col étroit, courbé vers le bas. Celui-ci joue le rôle de condenseur ; un récipient placé sous son extrémité recueille les vapeurs condensées.
La cornue a été inventée au IXe siècle par l'alchimiste Geber (Jâbir ibn Hayyân).
Les cornues étaient largement utilisées par les alchimistes et beaucoup de ces récipients apparaissent dans des dessins de leur laboratoire.
De nombreux chimistes célèbres en firent usage, comme Antoine Lavoisier et Jöns Jacob Berzelius.
La cornue n'est pratiquement plus utilisée, du fait du développement de ballons et réfrigérants modernes.

## En métallurgie
En métallurgie, en sidérurgie et dans l'industrie des gaz manufacturés, les cornues sont une enceinte en matériaux réfractaires dans laquelle on distille ou décompose par chauffage, du charbon, du zinc, du sodium, etc. Elles seront utilisées dans la production du coke ou des gaz manufacturés